# Francisco de Quevedo
Francisco Gómez de Quevedo y Villegas (1580. szeptember 14. – 1645. szeptember 8.) spanyol barokk költő.

## Élete
Madridban született nemesi családban. Tanulmányait jezsuita iskolában kezdte, majd jogi, matematikai és filozófiai ismereteket szerzett az alcalái egyetemen. 1600-ban végzett, majd Valladolidban telepedett le. Hamarosan ellentétbe került az akkor már befutott költővel, Luis de Góngorával, akinek hevesen támadta kifinomult művészetét. 1605-ben a sánta, szemüveges ifjú Madridba költözött, ahol megjelentek szonettjei egy antológiában, majd 1609 körül La Torre de Juan Abadban (Ciudad Real) keresett menedéket egy lelki válság elől. Később, 1620-ban meg is vette a kúriát.
Egy párbaja miatt 1613-ban Szicíliába utazott Osuna hercegének, Szicília, majd Nápoly alkirályának szolgálatában. Ottani munkásságáról keveset tudunk, mindazonáltal kiérdemelte vele a Szent Jakab (Santiago) Rend kitüntetését. Az 1620-as években hazatért és publikálta műveit. Mivel szatíráiban az udvart sem kímélte, 1628-ban száműzték egy évre, és könyveinek egy részét cenzúrázta az Inkvizíció. Megpróbálta felvenni a kapcsolatot a kormányzatot vezető Olivares hercegével, akinek Fray Luis de León egy verseskötetét szánta. 1634-ben megnősült, ám házassága boldogtalan volt. Az 1630-as években írta meg klasszikus műveit, A Bölcső és a Sírt (La cuna y la sepultura) és a Marcus Brutus életét (Vida de Marco Bruto). 1639-ben tisztázatlan okok miatt letartóztatták Madridban és San Marcos de León börtönébe zárták. Elképzelhető, hogy franciabarátsága miatt vetették fogságba.
Miután elhagyta a börtönt, 1644-ben La Torrében művei válogatásával foglalkozott. A következő évben Villanueva de los Infantesben halt meg az elszegényedett költő. Verseit barátja, José González de Salas szerkesztette és adta ki halála után. Prózáját még mindig vizsgálják, mivel rengeteg eltérő kalózkiadvány, cenzúrázott példány és kéziratmásolat forog közkézen.

## Művészete
Quevedo a spanyol irodalmi aranykor sokszínű alakja és a spanyol nyelv eredeti művésze volt. Nevéhez fűződik a pikareszk műfaj egyik csúcsa, az 1626-ban írt Historia de la vida del Buscón llamado don Pablos (Egy Don Pablos nevezetű csavargó élettörténete). Tolla igencsak élesen csapott le ellenfeleire, több szatirikus művet is alkotott, mint például a La cuna latiniparla (A latinul beszélő bölcső) és a Góngora-féle culteranizmus ellen írt Aguja de navegar cultos (Iránytű a kulturált hajózáshoz). Politikai természetű írása a Vida de Marco Bruto és a Política de Dios, gobierno de Cristo (Isten politikája, Krisztus kormányzása, 1626). Filozófiai munkásságára példa a Providencia de Dios (Isteni gondviselés, 1641).
Esztétikai szempontból jelentős mű a Los sueños (Álmok, 1627) és A Bölcső és a Sír (1635). Quevedo éles szemű megfigyelője volt kora társadalmának, melyet Álmok című művében Dante nyomán a pokol víziójában ábrázolt.

## Magyarul
- Imposztorok tűköre, bitangok példaképe, a don Pablosnak nevezett Selyma históriája; ford. Határ Győző; in: Imposztorok tűköre. Spanyol kópé-regények; vál., bev., jegyz. Honti Rezső; Európa, Bp., 1957
- Száz szonett / Cien sonetos; ford., előszó, jegyz. Simor András; Eötvös, Bp., 1997 (Eötvös klasszikusok)
- Héró és Leandrosz alsóneműben / Hero y Leandro en paños menores; ford., előszó, jegyz. Simor András; Eötvös, Bp., 2005 (Eötvös klasszikusok)